# Інге I (король Норвегії)

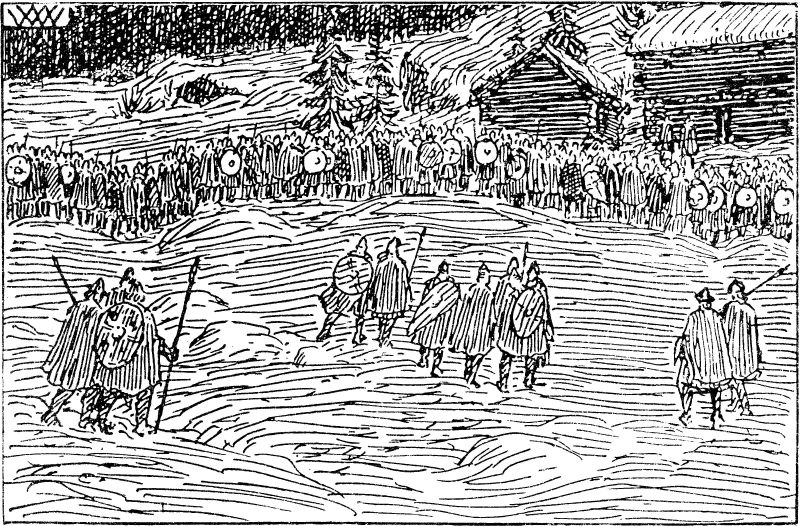
Битва при Осло між Інге I та Гоконом II

І́нге I Горбань (1135 — 1161) — король Норвегії з 1136 до 1161 року. Походив з династії Інглінгів.

## Життєпис
Син Гаральда IV, короля Норвегії, та Інгрід з шведської династії Стенкілів. Був досить малим, коли його батька було вбито у 1136 році. Фактично інтереси Інге став захищати його опікун Амунд Гірдарсон, впливовий аристократ східної Норвегії. Відразу він оголосив Інге новим королем. Після цього об'єднався з іншими опікунами принців Магнуса та Сігурда Гаральдсонів. Разом вони виступили проти короля Магнуса IV та претендента на корону Сігурда Слембе. У 1137 році армія Інге I завдала поразки війську Магнуса IV й змусила останнього втекти за кордон. Вирішальні битви ж відбулися 12 листопада 1139 року — в морській битві при гольменгра поблизу Осло був розбитий і загинув Магнус IV, а на суходолі також зазнав поразки й був убитий Сігурд Слембе.
Після цього тривало правління трьох братів — Інге, Сігурда, Магнуса. У 1142 частину влади було надано ще одному синові Гаральда IV — Ейстейну, який повернувся із Шотландії. У 1145 році помирає Магнус. Втім до 1155 року відносини між братами були мирними з огляду на те, що фактично керували країною їхні опікуни. За цей час у 1152 році було впроваджено архієпископство у Нідаросі (сучасний Тронгейм).
У 1155 спалахнув конфлікт у м. Берген між Інге I та Сігурдом II, під час якого останнього було вбито. Водночас вдалося залагодити конфлікт між Інге I та Ейстейном II. Проте цей мир тривав лише до 1157 року. Вирішальна битва відбулася вже в цьому році — армія Інге I вщент розбила війська Ейстейна II, який незабаром був вбитий в області Богуслен. Тим не менш прихильники Ейстейна II та Сігурда II об'єдналися навколо позашлюбного сина Сігурда II — Гокона.
Інге I вирішив спиратися на лендменів — місцеву знать. Особливу вагу набули лендмени Григор Дагсон та Ерлінг Скакке. 7 січні 1161 року армія на чолі із Григором Дагсоном зазнала поразки від армії Гокона Сігурдсона, а вже 3 лютого цього ж року у вирішальній битві біля Осло король Інге I був розбитий й загинув, внаслідок зради частини своїх військ.

## Родина
- Йон (д/н — 1188)